# Frei Betto
Carlos Alberto Libânio Christo, ou Frei Betto, OP (Belo Horizonte, 25 de agosto de 1944) é um frade dominicano, jornalista graduado e escritor brasileiro.

## Origens
É filho do jornalista Antônio Carlos Vieira Christo e da escritora e culinarista Maria Stella Libanio Christo. Primo do Pe. João Batista Libânio, SJ.

## Carreira
Professou na Ordem Dominicana, em 10 de fevereiro de 1966, em São Paulo.
Adepto da Teologia da Libertação, é militante de movimentos pastorais e sociais, tendo ocupado a função de assessor especial do presidente da República Luiz Inácio Lula da Silva entre 2003 e 2004. Foi coordenador de Mobilização Social do programa Fome Zero.
Em 1962, foi escolhido como dirigente nacional da Juventude Estudantil Católica (JEC).
Esteve preso por duas vezes sob a ditadura militar: em 1964, por 15 dias; e entre 1969-1973. Após cumprir quatro anos de prisão, teve sua sentença reduzida pelo STF para dois anos. Sua experiência na prisão está relatada nos livros "Cartas da Prisão" (Agir), "Diário de Fernando - nos cárceres da ditadura militar brasileira" (Rocco) e "Batismo de Sangue" (Rocco). Premiado com o Jabuti de 1983, traduzido na França e na Itália, Batismo de Sangue descreve os bastidores do regime militar, a participação dos frades dominicanos na resistência à ditadura, a morte de Carlos Marighella e as torturas sofridas por Frei Tito. Baseado no livro, o diretor mineiro Helvécio Ratton produziu o filme Batismo de Sangue, lançado em 2007.
Após sair da prisão, foi trabalhar até o final da década de 1970, construindo Comunidades Eclesiais de Base CEB's na Arquidiocese de Vitória (Espírito Santo). Na década de 1980 foi para São Paulo para trabalhar como assessor da Pastoral Operária na Região de São Bernardo do Campo.
Frei Betto recebeu vários prêmios por sua atuação em prol dos direitos humanos e a favor dos movimentos populares.
Assessorou vários governos socialistas, em especial Cuba, nas relações Igreja Católica-Estado.

## Prêmios
- Prêmio Juca Pato, 1985, com "Batismo de Sangue".
- Prêmio Jabuti, da Câmara Brasileira do Livro, duas vezes: em 1982, pelo mesmo "Batismo de Sangue" e 2005, com "Típicos Tipos – perfis literários".
- Intelectual do Ano, título dado pela União Brasileira de Escritores em 1986, por seu livro "Fidel e a Religião".
- Prêmio de Direitos Humanos da Fundação Bruno Kreisky, em Viena, em 1987.
- Melhor Obra Infanto-Juvenil, da Associação Paulista de Críticos de Arte, por seu livro "A noite em que Jesus nasceu", em 1988.
- Troféu Sucesso Mineiro, em 1996, da Prefeitura Municipal de Belo Horizonte.
- Prêmio Paolo E. Borsellino, na Itália, por seu trabalho em prol dos direitos humanos. Foi o primeiro brasileiro a receber o prêmio, concedido em maio de 1998.
- Prêmio CREA/RJ de Meio Ambiente, em 1998, do CREA/RJ.
- Medalha Chico Mendes de Resistência, concedida pelo Grupo Tortura Nunca Mais do Rio de Janeiro em 1998.
- Troféu Paulo Freire de Compromisso Social em 2000.
- Medalha da Solidariedade do governo cubano, em 2000.
- Uma das 13 Personalidades Cidadania 2005, numa iniciativa da UNESCO, Associação Brasileira de Imprensa e jornal Folha Dirigida.
- Medalha do Mérito Dom Helder Câmara do Instituto Cidadão, pelos serviços prestados na preservação e fiscalização da gestão pública moral e legal, em 2006.
- Título de Cidadão Honorário de Brasília, em 2007, concedido pela Câmara Legislativa do Distrito Federal.
- Ordem de Rio Branco, grau Comendador, em 2023.[13]